# 스테이션 제로
《스테이션 제로(STATION ZERO)》는 대한민국의 방송국인 한국방송공사의 라디오 채널 KBS 쿨FM(수도권 FM 89.1MHz)에서 매주 평일 밤 12시부터 새벽 1시까지 방송 중인 라디오 프로그램이다.

## 같이 보기
- KBS
- KBS 쿨FM